# Jakob Meiland
Jakob Meiland (Senftenberg, 1542 - Kassel, 31 de desembre de 1577) fou un compositor alemany del Renaixement. Estudià a Dresden fou mestre de capella a Ansbach i viatjà per Itàlia per a perfeccionar els seus coneixements. Era considerat com un dels millors músics alemanys de la seva època, i deixà les següents obres; Cantiones sacrae quinque et sex vocum (Nuremberg, 1564-1575), Selectae cantiones quinque et sex vocum (Nuremberg, 1572), Motetten mit deutschen auch lateinischen Text (Frankfurt, 1575), XVIII weltliche teutsche Gesaenge von 4 und 5 Stimmen (Frankfurt, 1575), Cantiones aliquot novae (Frankfurt, 1576), i Cygneae Cantiones latinae et germanicae (Frankfurt, 1590).